# 리사 브레너
리사 브레너(Lisa Brenner, 1974년 2월 12일 ~ )는 미국의 텔레비전 배우, 영화 프로듀서, 영화배우이다.
롱아일랜드에서 태어났다.

## 영화
- 배드 사마리안 (2018년) - 헬렌 역
- 세자르 차베스 (2014년)
- 더 프라이스 오브 해피니스 (2011년) - 신디 역
- 리틀 피시, 스트렌이지 폰드 (2009년)
- 더 그랜드 디자인 (2007년) - 줄리 역
- 월드 트레져 : 솔로몬의 보물을 찾아서 (2006년)
- 더 트라이앵글 (2005년) - 헬렌 팰로마 역
- 월드 트레져 - 운명의 창을 찾아서 (2004년)
- 엘렌 림바우어의 일기 (2003년) - 엘렌 길크레스트 림바우어 역
- 파인딩 홈 (2003년)
- 알렉스 인 원더 (2001년) - 잔 역
- 그룸스멘 (2001년)
- 패트리어트 - 늪 속의 여우 (2000년) - 앤 하워드 역